# チェ・スビン (歌手)
チェ・スビン（韓: 최수빈; 英: Choi Soobin、2000年12月5日 - ）は、韓国の歌手であり、韓国の5人組男性アイドルグループTOMORROW X TOGETHERのリーダーである。大韓民国京畿道安山市出身。血液型はA型。BIGHIT MUSIC所属。

## 略歴

### デビュー前
2000年12月5日、大韓民国京畿道安山市で両親と姉、兄のもとに生まれる。中学生時代、友人と学園祭でダンスを披露した際に浴びた歓声がきっかけで、歌手の夢を抱くようになる。またKARAのファンであったため、KARAに会うには歌手にならないと、と思ったというエピソードもある。
中学3年生の12月、当時からファンだったBTSが所属するBig Hit Entertainmentのオーディションにオーディション一次審査のメールを送る。しかし明記した電話番号が間違っていたため、担当者の執念の捜索の末、高校1年生の2月に無事に一次審査合格の連絡を受け取る。スビンに連絡がつくのが遅くなり、二次審査まで時間がなかったため、本番では緊張のあまり震えてしまい、歌詞も間違えてしまった。スビンは不合格だと思っていたが、後日事務所から合格通知が届き、研修生として入所する。

### TOMORROW X TOGETHERとして

#### 2019年
2019年1月10日、TOMORROW X TOGETHERの結成が正式に発表された。翌日1月13日、個人イントロダクションフィルムがYouTubeで公開され、スビンはグループで2番目に公開されたメンバーとなった。
3月4日、TOMORROW X TOGETHERとしてデビューミニアルバム『THE DREAM CHAPTER: STAR』でデビューを果たした。
8月8日、Big Hit Entertainmentから当初8月に新しいアルバムをリリースする予定であったことが発表されたが、ヨンジュンが腰痛、スビンは流行性角結膜炎と診断を受けたため、9月に延期された。8月20日、テヒョンとヒュニンカイも流行性角結膜炎と診断されたため、新しいアルバムは9月から10月にリリース日がさらに変更されたことが発表された。最終的に10月21日に1stフルアルバム「THE DREAM CHAPTER: MAGIC」がリリースされた。

#### 2020年
5月18日、2ndミニアルバム『THE DREAM CHAPTER: ETERNITY』がリリースされ、メンバー全員が収録曲「Maze in the Mirror」で作詞・作曲に参加した。
7月24日より、KBSの音楽番組『ミュージックバンク』のMCに就任。ガールズグループOH MY GIRLのアリンと共に「アコンMC」として第36代頭首を務める。初放送で披露した「Dolphin」のステージ映像は、公開からわずか1日で閲覧数2,797万を突破するほどの大反響であった。
10月26日、3rdミニアルバム『minisode1: Blue Hour』がリリースされ、テヒョンと共に収録曲「Ghosting」で作詞・作曲に参加した。
12月24日、「2020 KBS芸能大賞」で、共にMCを務めるOH MY GIRLのアリンとベストカップル賞を受賞した。

#### 2021年
5月31日、2ndフルアルバム『The Chaos Chapter：FREEZE』をリリースし、収録曲「Ice Cream」で作詞に参加。
8月17日、2ndフルアルバムのリパッケージとなる『The Chaos Chapter：FIGHT OR ESCAPE』がリリースされ、メンバー全員が初のファンソングとなる収録曲「MOA Diary (Dubaddu Wari Wari)」で作詞に参加した。
10月1日、KBSの音楽番組『ミュージックバンク』のMCを卒業。歴代2番目に長いMCとなった。

## 作品

### 作詞・作曲
| 発表年 | タイトル                      | 収録作品                           |
| ------ | ----------------------------- | ---------------------------------- |
| 2020年 | Maze in the Mirror            | THE DREAM CHAPTER: ETERNITY』      |
| 2020年 | Ghosting                      | minisode1: Blue Hour               |
| 2021年 | Ice Cream                     | The Chaos Chapter: FREEZE          |
| 2021年 | MOA Diary (Dubaddu Wari Wari) | The Chaos Chapter: FIGHT OR ESCAPE |
| 2023年 | Happy Fools(feat. Coi Leray)  | The Name Chapter: TEMPTATION       |
| 2023年 | Dreamer                       | The Name Chapter: FREEFALL         |
| 2023年 | Blue Spring                   | The Name Chapter: FREEFALL         |
| 2024年 | Miracle                       | minisode 3: TOMORROW               |
| 2024年 | Quarter Life                  | minisode 3: TOMORROW               |
| 2024年 | Open Always Wins              | 未収録                             |
| 2024年 | Heaven                        | The Star Chapter: SANCTUARY        |
| 2024年 | Resist (Not Gonna Run Away)   | The Star Chapter: SANCTUARY        |

## 出演

### テレビ番組
- 人気歌謡　(2019年12月9日) スペシャルMC
- ミュージックバンク（2020年7月24日 - 2021年10月1日、KBS 2TV） - MC[21]

## 受賞歴
| 受賞年 | 賞          | カテゴリー       | 備考                           | 結果 | 脚注          |
| ------ | ----------- | ---------------- | ------------------------------ | ---- | ------------- |
| 2020年 | KBS芸能大賞 | ベストカップル賞 | アリン（OH MY GIRL）と共に受賞 | 受賞 | [ 22 ] [ 23 ] |